# Gar (Ngari)
Gar (en tibetano, སྒར་རྫོང་།; wylie, sgar rdzong; en chino, 噶尔县; pinyin, Gá'r xiàn léase Kar) es un condado bajo la administración directa de la Prefectura Ngari en la Región autónoma del Tíbet, República Popular China. Su área es de 16.910&nbspkm² y su población total en 2010 es de más de 16.000 habitantes.

## Administración
El condado de Gar se divide en 5 pueblos que se administran en 1 poblado y 5 villas.